# Diocèse de Cashel et Ossory
Le diocèse de Cashel et Ossory est un diocèse anglican de l'Église d'Irlande dépendant de la province de Dublin.
Les cathédrales épiscopales sont :
- Saint-Pierre-du-Rocher de Cashel,
- Christ Church de Waterford,
- Saint-Carthage de Lismore,
- Saint-Canice de Kilkenny,
- Saint-Aidan de Ferns,
- Saint-Lasérian d'Old Leighlin.